# Langona
Genre
Langona est un genre d'araignées aranéomorphes de la famille des Salticidae.

## Distribution
Les espèces de ce genre se rencontrent en Afrique et dans le Sud de l'Asie.

## Liste des espèces
Selon World Spider Catalog (version 25.5, 29/01/2025) :
- Langona albolinea Caleb & Mathai, 2015
- Langona alfensis Hęciak & Prószyński, 1983
- Langona aperta (Denis, 1958)
- Langona atrata Peng & Li, 2008
- Langona avara G. W. Peckham & E. G. Peckham, 1903
- Langona bethae Wesołowska & Cumming, 2011
- Langona bhutanica Prószyński, 1978
- Langona biangula Peng, Li & Yang, 2004
- Langona bisecta Lawrence, 1927
- Langona bitumorata Próchniewicz & Hęciak, 1994
- Langona bristowei Berland & Millot, 1941
- Langona davidi (Caleb, Mungkung & Mathai, 2015)
- Langona fusca Wesołowska, 2011
- Langona goaensis Prószyński, 1992
- Langona hirsuta Haddad & Wesołowska, 2011
- Langona hongkong Song, Xie, Zhu & Wu, 1997
- Langona improcera Wesołowska & Russell-Smith, 2000
- Langona kurracheensis Hęciak & Prószyński, 1983
- Langona lotzi Haddad & Wesołowska, 2011
- Langona maculata Peng, Li & Yang, 2004
- Langona magna Caporiacco, 1947
- Langona maindroni (Simon, 1886)
- Langona mallezi (Denis, 1947)
- Langona manicata Simon, 1901
- Langona mediocris Wesołowska, 2000
- Langona minima Caporiacco, 1949
- Langona oreni Prószyński, 2000
- Langona pallida Prószyński, 1993
- Langona pallidula Logunov & Rakov, 1998
- Langona pattayensis Żabka & Patoleta, 2020
- Langona pecten Próchniewicz & Hęciak, 1994
- Langona pilosa Wesołowska, 2006
- Langona recta Wesołowska & Russell-Smith, 2022
- Langona redii (Audouin, 1826)
- Langona sabulosa Wesołowska, 2011
- Langona senegalensis Berland & Millot, 1941
- Langona simoni Hęciak & Prószyński, 1983
- Langona spiralis Haddad, Wiśniewski & Wesołowska, 2024
- Langona tartarica (Charitonov, 1946)
- Langona tigrina (Simon, 1886)
- Langona tortuosa Wesołowska, 2011
- Langona trifoveolata (Lessert, 1927)
- Langona ukualuthensis Lawrence, 1927
- Langona vitiosa Wesołowska, 2006
- Langona warchalowskii Wesołowska, 2007
- Langona zimbabwensis Wesołowska & Cumming, 2011

## Systématique et taxinomie
Ce genre a été décrit par Simon en 1901 dans les Salticidae.

## Publication originale
- Simon, 1901 : « Études arachnologiques. 31e Mémoire. L. Descriptions d'espèces nouvelles de la famille des Salticidae (suite). » Annales de la Société Entomologique de France, vol. 70, p. 66-76 (texte intégral).